# Pseudomyrmex cubaensis
Pseudomyrmex cubaensis är en myrart som först beskrevs av Auguste-Henri Forel 1901.  Pseudomyrmex cubaensis ingår i släktet Pseudomyrmex och familjen myror. Inga underarter finns listade i Catalogue of Life.

## Bildgalleri

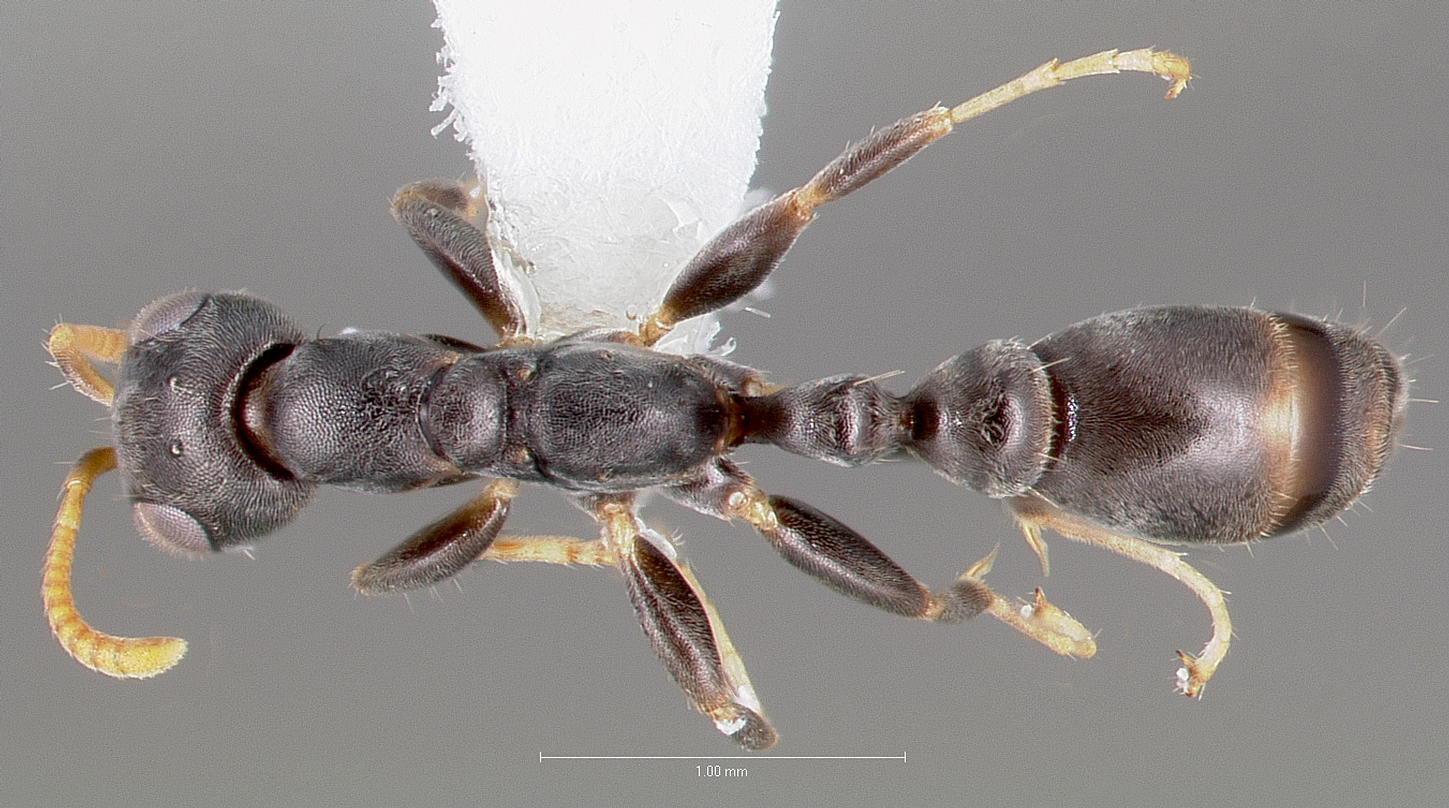
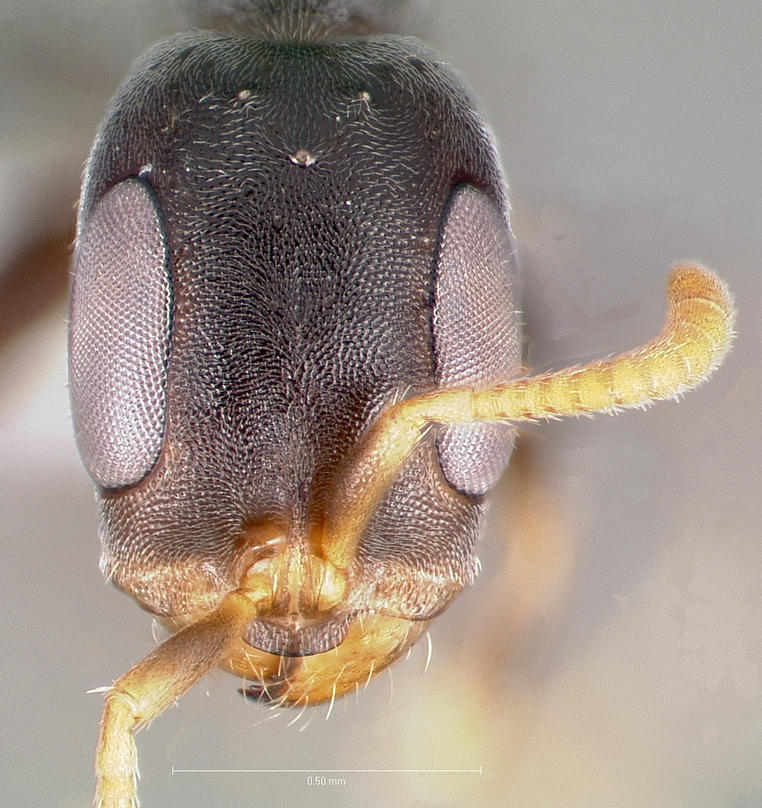
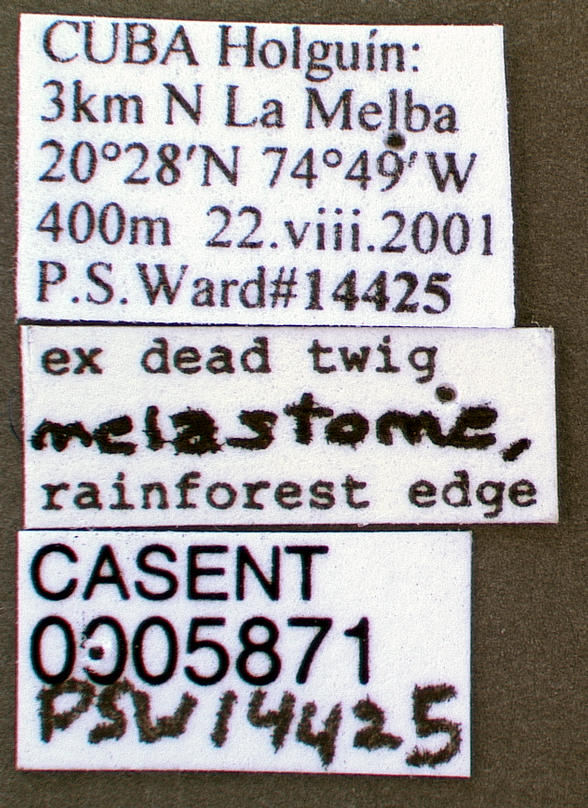
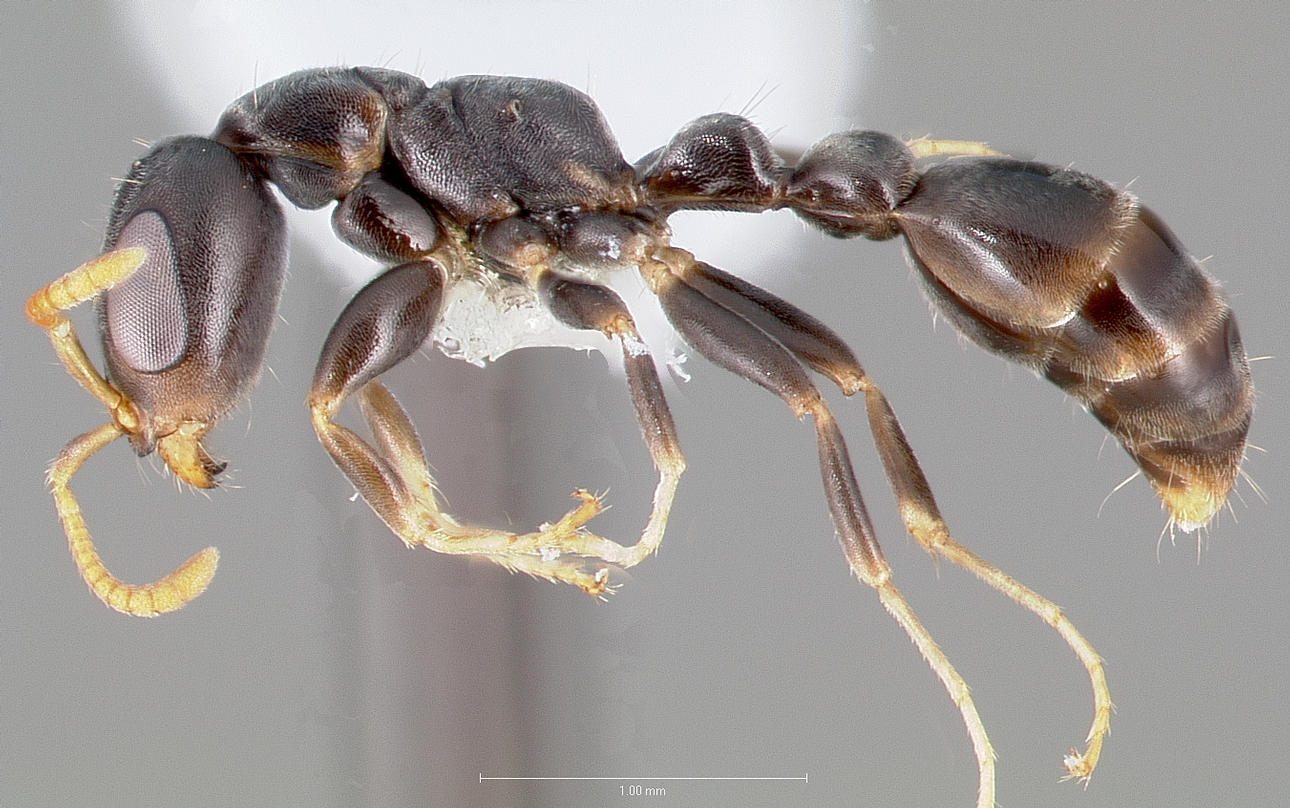
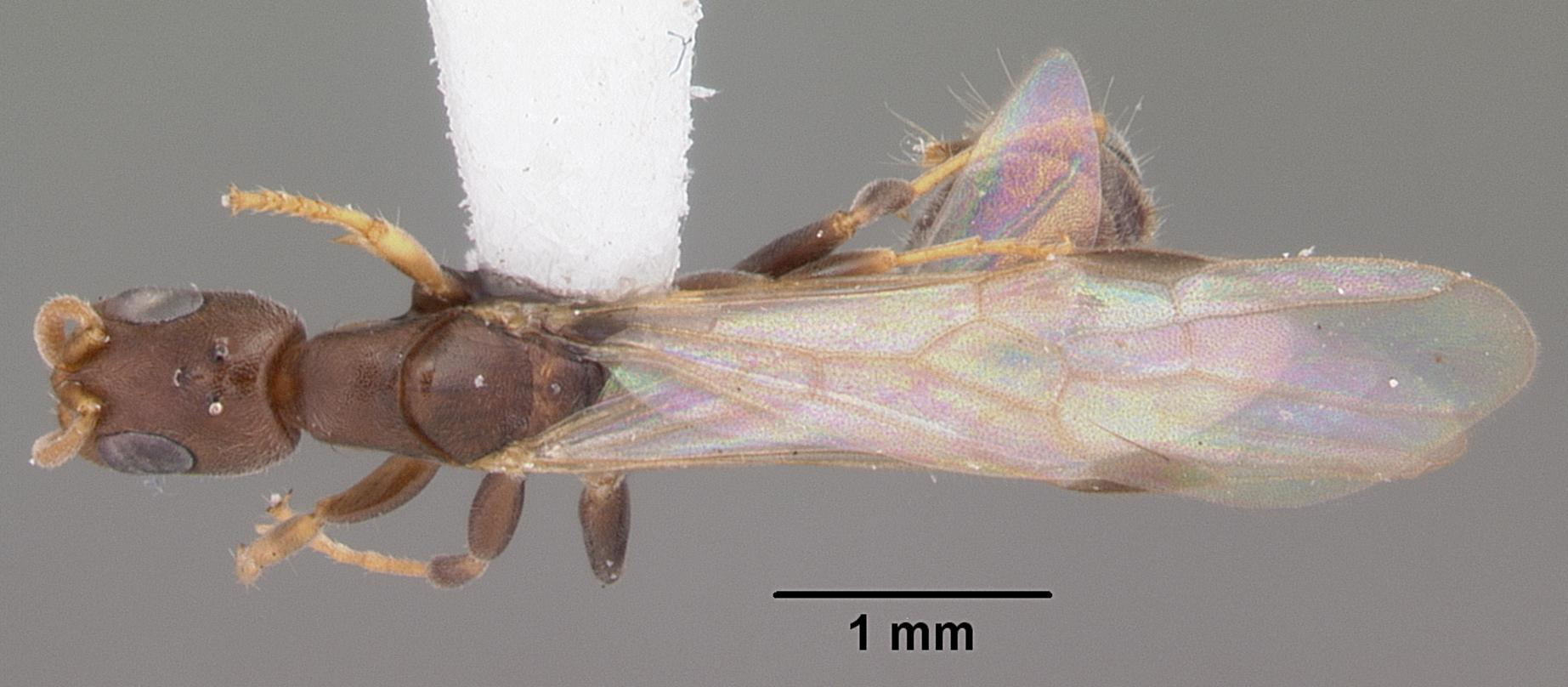
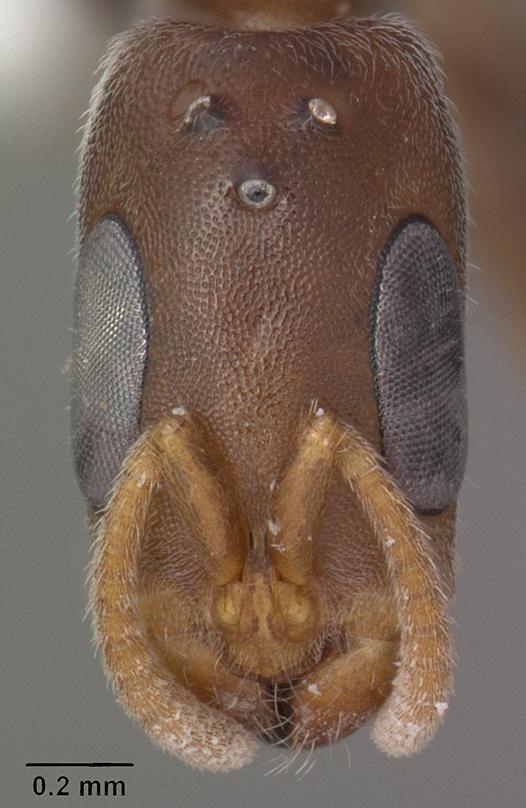